# Norman (Arkansas)
Norman é uma cidade  localizada no estado americano de Arkansas, no Condado de Montgomery.

## Demografia
Segundo o censo americano de 2000, a sua população era de 423 habitantes.
Em 2006, foi estimada uma população de 421, um decréscimo de 2 (-0.5%).

## Geografia
De acordo com o United States Census Bureau, a localidade tem uma área de 3,0 km², sem área coberta por água. Norman localiza-se a aproximadamente 197 m acima do nível do mar.

## Localidades na vizinhança
O diagrama seguinte representa as localidades num raio de 32 km ao redor de Norman.